# Progrès Handball Club Seraing
Le Progrès HC Seraing est un ancien club de handball belge, il était basé dans la ville de Seraing, près de Liège.

## Histoire
| Division                  | nombres de saisons | Saisons |
| ------------------------- | ------------------ | --- |
| Coupe des clubs champions | 2                  | 1967/1968, 1977/1978 |
| Division 1                | 18                 | 1961/1962, 1962/163, 1963/1964, 1966/1967, 1967/1968, 1968/1969, 1969/1970, 1970/1971, 1971/1972, 1972/1973, 1973/1974, 1974/1975, 1975/1976, 1976/1977, 1977/1978, 1978/1979, 1980/1981, 1981/1982 |

### Les débuts du handball à Seraing
Il est important de savoir que le sérésiens, Clément Lembinon accompagna avec le flémallois Joseph Demaret, le liégeois Jules Devlieger, professeur d'éducation physique qui emmena la délégation gymnastique de l'Union beynoise aux Olympiades Ouvrières de Prague,.
Là-bas, à Prague, Jules et ses camarades découvrirent un sport encore inexistant en Belgique, le handball qui était alors joué dehors, sur un terrain de football et à onze,.
Tous trois ce donnèrent la tâche d'importer ce sport en Province de Liège et donc en Belgique, ainsi on peut dire que l'apparition du handball en Province de Liège est en partie dut à un sérésien.
Cependant, on devra quand même attendre 37 ans, soit en 1958 pour voir la création du Progrès HC Seraing, qui obtient le matricule 049.

### L'apogée du club
Mais bien vite, en 1961, le club accéda à la division 1, dominé farouchement par le ROC Flémalle, leur voisin.
Cependant, le PHC Seraing réussit à se maintenir au plus haut niveau belge et monta même en puissance jusqu'à aligner une équipe assez compétitive pour remporter le premier sacre de champion de Belgique du matricule 49 lors de la saison 1966/1967.
Ce premier titre permit au Progrès de participer la saison suivante à la Coupe des clubs champions où Seraing rencontra le champion d'Espagne, les catalans du BM Granollers lors d'une double confrontation où les liégeois concédèrent un score total de 58 à 31 (34-19; 24-12).
Alors que cette même saison, le Progrès ne parvenu pas à conserver son titre de champion de Belgique, remporté par le KV Sasja.
Et dans une compétition qui se veut de plus en plus compétitive, la PHC Seraing renforce son noyau avec par exemple le transfert en 1969 de l'international et handballeur de l'année 1960, Marcel Dewar qui avait marqué la période dorée du ROC Flémalle.
Et cette même saison, 1968/1969, le Progrès réussit à se hisser en finale de la Coupe de Belgique mais le club est battu sur le score étriqué de 19 à 18 par le Sparta Aalst.

## Parcours
| Saison    | Division   | Rang | Coupe |
| --------- | ---------- | ---- | ----- |
| 1961-1962 | ?          | ?    | ?     |
| 1962-1963 | ?          | ?    | ?     |
| 1963-1964 | ?          | ?    | ?     |
| 1964-1965 | Division 2 | ?    | ?     |
| 1965-1966 | Division 2 | ?    | ?     |
| 1966-1967 | Division 1 | 1    | ?     |
| 1967-1968 | Division 1 | 3    | ?     |
| 1968-1969 | ?          | ?    | ?     |
| 1969-1970 | ?          | ?    | ?     |
| 1970-1971 | ?          | ?    | ?     |
| 1971-1972 | ?          | ?    | ?     |
| 1972-1973 | ?          | ?    | ?     |
| 1973-1974 | ?          | ?    | ?     |
| 1974-1975 | ?          | ?    | ?     |
| 1975-1976 | ?          | ?    | ?     |
| 1976-1977 | ?          | ?    | ?     |
| 1977-1978 | ?          | ?    | ?     |
| 1978-1979 | ?          | ?    | ?     |
| 1979-1980 | ?          | ?    | ?     |
| 1980-1981 | ?          | ?    | ?     |
| 1981-1982 | ?          | ?    | ?     |
| 1982-1983 | ?          | ?    | ?     |
| 1983-1984 | ?          | ?    | ?     |
| 1984-1985 | ?          | ?    | ?     |
| 1985-1986 | ?          | ?    | ?     |
| 1986-1987 | ?          | ?    | ?     |
| 1987-1988 | ?          | ?    | ?     |
| 1988-1989 | ?          | ?    | ?     |
| 1989-1990 | ?          | ?    | ?     |
| 1990-1991 | ?          | ?    | ?     |
| 1991-1992 | ?          | ?    | ?     |
| 1992-1993 | ?          | ?    | ?     |
| 1993-1994 | ?          | ?    | ?     |
| 1994-1995 | ?          | ?    | ?     |
| 1995-1996 | ?          | ?    | ?     |
| 1996-1997 | ?          | ?    | ?     |
| 1997-1998 | ?          | ?    | ?     |
| 1998-1999 | ?          | ?    | ?     |
| 1999-2000 | ?          | ?    | ?     |
| 2000-2001 | ?          | ?    | ?     |
| 2001-2002 | ?          | ?    | ?     |
| 2002-2003 | ?          | ?    | ?     |
| 2003-2004 | ?          | ?    | ?     |
| 2004-2005 | ?          | ?    | ?     |
| 2005-2006 | ?          | ?    | ?     |
| 2006-2007 | ?          | ?    | ?     |
| 2007-2008 | ?          | ?    | ?     |
| 2008-2009 | ?          | ?    | ?     |
| 2009-2010 | ?          | ?    | ?     |
| 2010-2011 | ?          | ?    | ?     |
| 2011-2012 | ?          | ?    | ?     |
| 2012-2013 | ?          | ?    | ?     |
| 2013-2014 | ?          | ?    | ?     |
| 2014-2015 | ?          | ?    | ?     |
| 2015-2016 | ?          | ?    | ?     |

## Palmarès
- 2 fois champion de Belgique
- 2 fois vainqueur de la Coupe de Belgique de handball masculin